# Diocesi di Yinchuan
La diocesi di Yinchuan (in latino: Dioecesis Nimsciiana) è una sede della Chiesa cattolica in Cina suffraganea dell'arcidiocesi di Hohot. Nel 1950 contava 35.313 battezzati su 1.000.000 di abitanti. La sede è vacante.

## Territorio
La diocesi comprende la regione autonoma cinese di Ningxia.
Sede vescovile è la città di Yinchuan, dove si trova la cattedrale del Cuore Immacolato di Maria.

## Storia
Il vicariato apostolico di Ningxia fu eretto il 14 marzo 1922 con il breve Christiani gregis di papa Pio XI, ricavandone il territorio dal vicariato apostolico della Mongolia Sudoccidentale (oggi arcidiocesi di Hohot).
L'11 aprile 1946 il vicariato apostolico è stato elevato a diocesi (Ningxia o Yinchuan) con la bolla Quotidie Nos di papa Pio XII.
Il 4 febbraio 2013 è deceduto, all'età di cent'anni, il vescovo John Baptist Liu Jing-shan, che aveva risollevato le sorti della diocesi dopo gli anni bui della rivoluzione culturale. Già dal dicembre 2009 gli era succeduto il giovane prelato Joseph Li Jing, consacrato, con il consenso della Santa Sede, il 21 dicembre 2007.

## Cronotassi dei vescovi
Si omettono i periodi di sede vacante non superiori ai 2 anni o non storicamente accertati.
- Godefroy Frederix, C.I.C.M. † (14 marzo 1922 - 21 marzo 1930 dimesso)
- Gaspare Schotte, C.I.C.M. † (21 dicembre 1931 - 13 gennaio 1944 deceduto)
- Charles Joseph van Melckebeke, C.I.C.M. † (14 marzo 1946 - 26 agosto 1980 deceduto)
  - Sede vacante
  - Joseph Ma Zhong-mu † (8 novembre 1983 consacrato - 2005 dimesso) (vescovo clandestino)
  - John Baptist Liu Jing-shan † (1º agosto 1993 consacrato - 20 dicembre 2009 dimesso)
  - Joseph Li Jing, succeduto il 20 dicembre 2009

## Statistiche
La diocesi nel 1950 su una popolazione di 1.000.000 di persone contava 35.313 battezzati, corrispondenti al 3,5% del totale.
| anno | popolazione | popolazione | popolazione | presbiteri | presbiteri | presbiteri | presbiteri                | diaconi | religiosi | religiosi | parrocchie |
| anno | battezzati  | totale      | %           | numero     | secolari   | regolari   | battezzati per presbitero | diaconi | uomini    | donne     | parrocchie |
| ---- | ----------- | ----------- | ----------- | ---------- | ---------- | ---------- | ------------------------- | ------- | --------- | --------- | ---------- |
| 1950 | 35.313      | 1.000.000   | 3,5         | 50         | 34         | 16         | 706                       |         |           | 67        | 44         |

Secondo l'agenzia di stampa delle Missioni estere di Parigi, alla fine del 2012 la diocesi contava 12 preti, una ventina di religiose, 14 parrocchie e circa 12.000 fedeli.